# Saguia el Hamra
Saguia el-Hamra (in arabo الساقية الحمراء‎?, al-Sāqiya al-Ḥamrāʾ, in italiano Canale rosso) era, con il Río de Oro (arabo Wādī al-dhahab), uno dei due territori che formavano la provincia spagnola (prima del 1969, colonia) del Sahara spagnolo. Occupava la parte nord dell'attuale Sahara Occidentale, dal 26º parallelo al 27° 50', e aveva una superficie approssimativa di 82.000 km².
Il nome deriva dall'omonimo corso d'acqua a carattere torrentizio (un tempo fiume e ora uadi), che sboccava a Laayoune.
Il capo Bojador era il confine sulla costa con il Río de Oro.
La capitale era El Aaiún. All'interno vi era la città di Smara.